# Els deixebles d'Emmaús (Milà)

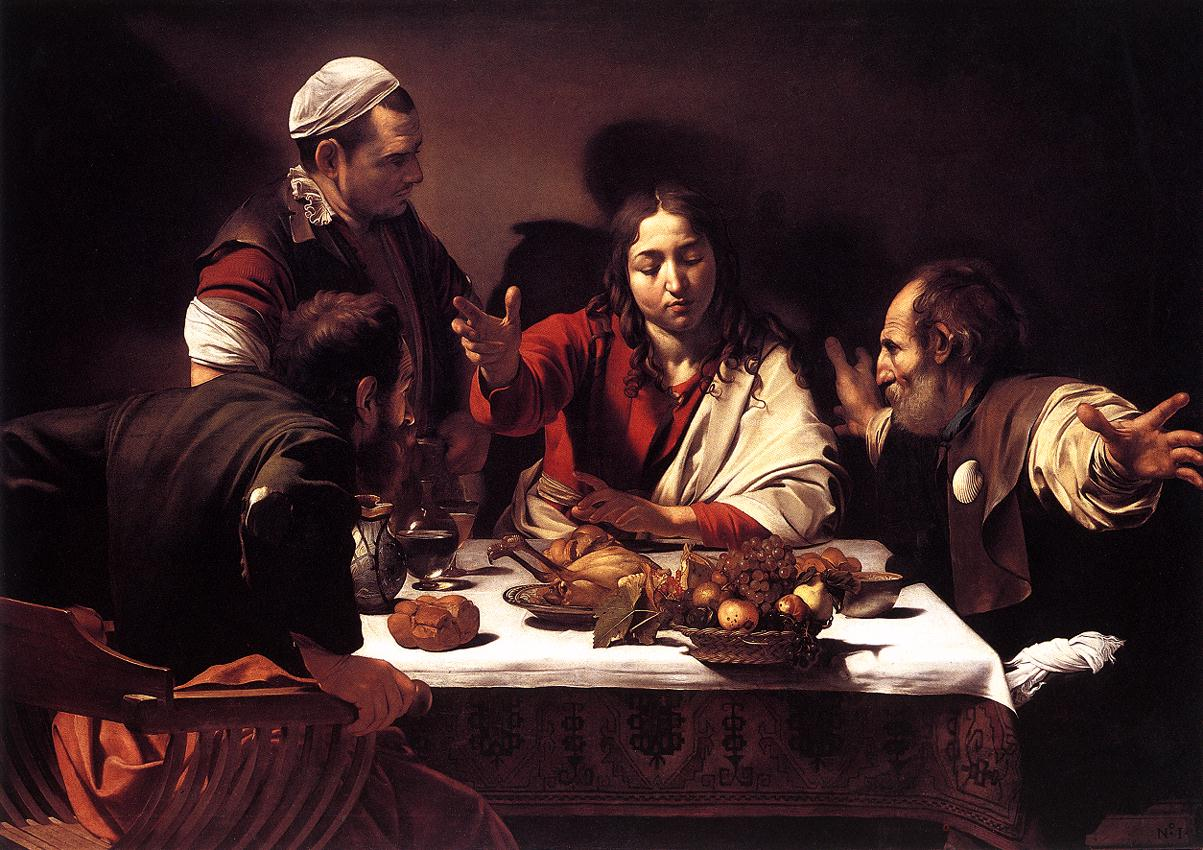
Sopar d'Emaus (Caravaggio), versió de Londres. 1601. National Gallery

Els deixebles d'Emmaús és un dels quadres de Caravaggio sobre l'episodi bíblic de l'aparició de Jesús a dos deixebles en el camí d'Emmaús. Es troba en la Pinacoteca de Brera a Milà.

## Antecedents
Caravaggio va pintar el 1606 una segona versió del Sopar de Emmaús, que avui es troba en la Pinacoteca de Brera, Milà.
És un oli pràcticament de la mateixa altura (141 enfront dels 140 cm de la versió de Londres), però més estret (175 cm enfront dels gairebé dos metres de la primera).
Comparant ambdues pintures, resulta que els gestos de les figures estan més continguts en aquesta segona versió, fent que la presència sigui més important que la interpretació. Aquesta diferència possiblement reflecteixi les circumstàncies de la vida de Caravaggio en aquest moment (havia fugit de Roma com proscrit després de la mort de Ranuccio Tomassoni), o possiblement, després de comprendre el sentit en el qual evolucionava el seu art, havia arribat a reconèixer, en aquests cinc anys que intervenen entre un i un altre quadre, el valor de la subtilesa.

## Anàlisi
L'obra es va emprendre el 1606 per al marquès Patrizi. Va ser pintada, amb tota probabilitat, durant la fugida de Caravaggio de Roma, ja que estava acusat d'assassinar Ranuccio Tomassoni durant una baralla de carrer. Tots aquests esdeveniments deixaran la seva empremta en l'obra de Caravaggio, perquè aquest quadre té molts dels trets estilístics del període: reducció de naturaleses mortes, els rostres adquireixen la qualitat de semblar gairebé espectres en les ombres i es transformen en vius retrats dels sentiments i les energies. La pinzellada i la delicadesa de les tonalitats permeten apreciar una obra mestra del pensament artístic de Caravaggio.

## Europeana 280
A l'abril de 2016, la pintura Els deixebles d'Emmaús va ser seleccionada com una de les deu més grans obres artístiques de Itàlia pel projecte Europeana.